# 千歳ゆう
千歳 ゆう（ちとせ ゆう、1994年10月25日 - ）は、日本の女優。所属事務所はえりオフィス。身長160cm。日本大学芸術学部映画学科演技コース卒業。

## 人物
趣味：コスプレ、乗馬、射撃、クレーンゲーム、ボードゲーム
特技：日本舞踊、殺陣、ミュージカル歌唱、朗読

## 出演

### テレビ番組
- 『田村淳の日本国憲法 TV』（2016、東京MX） -  準レギュラー
- 『田村淳の絶対擁護TV』（2017、東京MX） -  準レギュラー

### ラジオ
- 『high school 9.00』（2014、FM群馬） -  パーソナリティー

### CM
- よしもと芸人冷活総選挙キャンペーン　味の素冷凍食品株式会社（2018）
- FUJITSU unibo プロモーションビデオ 観光センター編、機能編：個人認識（2019）

### 声優
- 朝日新聞社 MOOVOO 『大企業社員モブー』（2020） - CVモブー

### オフィシャルコスプレ
- テレビアニメ『魔法少女なりあ☆がーるず』 - はなび 役（2016、東京MX）

### 映画
- 『ガンキリュウ』（2016） -  川北麻衣 役
- 『徒花』（2017）  - 主演
- 『リトル』（2017） - リトル 役
- 『Boy meets 怪獣』（2018）
- 『明日かえるために、今日おきる』 - ヒロイン[3]
- 『犬鳴村』（2020、監督：清水崇） - 大畠映美 役

### ドラマ
- 『いつまでも白い羽根』（2018、東海テレビ） -  看護師 役
- 『喫茶ライフ』（2020年9月、Webドラマ） - 不倫女 役[4]

### ボイスドラマ
- ドラマCD『NO TRAVEL, NO LIFE』（2020年5月） - ウィンディ 役[5]

### 舞台
2017年
- ILLUMINUS『リーディングライブ「UBUGOE vol.15 ～voice of comedy～」』（2017年4月3日 - 4日、めぐろパーシモン）
- ILLUMINUS「YASOSHIMA Theater 新しい演劇の世界へようこそ」（2017年7月6日 - 9日、中板橋新生館スタジオ） - ヒロイン さや 役
- ILLUMINUS「花嫁は雨の旋律」（2017年8月16日 - 20日、中野ザ・ポケット） - カスミ 役
- MIYACLE☆THEATER 朗読劇「レ・ラの無い世界」（2017年12月2日 - 3日、板橋・ファイト） - ヒロイン ミーファ 役
- ILLUMINUS「喫茶ライフ」sweetチーム（2017年12月6日 - 10日、上野ストアハウス） - 不倫女 役

2018年
- ILLUMINUS「ハンドシェイカー」（2018年1月24日 - 28日、CBGKシブゲキ!!） - 芥川妻 役
- 爆走おとな小学生「スペシャルな恋もベタにオンリー」（2018年2月20日 - 25日、コフレリオ新宿シアター） - 香奈子 役
- 「GORILLA」（2018年4月18日 - 22日、中目黒キンケロシアター） - ガイラ 役
- ILLUMINUS「家族のはなし」 - 南沢 役
  - 長野公演（2018年5月3日 - 4日、サントミューゼ）
  - 東京公演（2018年5月11日 - 13日、光が丘・IMAホール）

- ILLUMINUS「ナイゲン」（2018年6月12日 - 17日、浅草九劇） - ハワイアン 役
- アリスインプロジェクト「アリスインデッドリースクール外伝 - 最果ての星」（2018年8月23日 - 9月2日、池袋・シアターKASSAI） - 唐木早苗 役
- ILLUMINUS「花嫁は雨の旋律」（2018年10月31日 - 11月4日、新宿・シアターモリエール） - カスミ 役

2019年
- ILLUMINUS「赤の女王」（2019年1月9日 - 14日、中野・ウエストエンドスタジオ） - アメリア 役
- ILLUMINUS「W'z《ウィズ》」（2019年4月10日 - 14日、新宿・シアターサンモール） - 北条璃々 役
- ILLUMINUS「楽園の女王」（2019年5月29日 - 6月4日、新宿・シアターモリエール） - アメリア 役
- LIVEDOG「彼は誰に哂う朝顔」（2019年7月10日 - 14日、池袋・シアターKASSAI） - ヒロイン 篠原涼夏 役
- スタイルオフィス「魔術士オーフェンはぐれ旅 我が声に応えよ獣編」（2019年8月15日 - 18日、新宿村LIVE）- レティシャ・マクレディ 役
- ILLUMINUS「星の少年と月の姫」（2019年9月11日 - 16日、中目黒ウッディシアター） - 主演 クルス 役
- 「魔術士オーフェンはぐれ旅 牙の塔編」（2019年11月7日 - 12日、六行会ホール） - レティシャ・マクレディ 役
- ILLUMINUS「純血の女王」（2019年12月18日 - 22日、六行会ホール） - アメリア 役

2020年
- ILLUMINUS「ゴシックは魔法乙女〜さっさと契約しなさい」（2020年2月12日 - 17日、新宿村LIVE） - 真少年 役
- 剣舞プロジェクト×アリスインプロジェクト「百花繚乱〜break a leg」（2020年3月11日 - 15日、新宿村LIVE） - 葵 役
- E-Stage Topia「hood」佐藤信也ver.（2020年7月22日 - 27日、上野ストアハウス） - 主演 駒井基逸 役
- 五反田タイガー「Refrain ～でも、バイバイ！～」（2020年9月30日 - 10月4日、草月ホール） - 達川静香 役
- 「渋谷2丁目劇場～キミに贈る朗読会 ハロウィンSP～」（2020年10月10日 - 11日、MsmileBOX 渋谷）

2021年
- E-Stage Topia「サクラニオドレ」（2021年1月6日 - 10日、渋谷区文化総合センター大和田・伝承ホール） - ヒロイン 有村瑞希 役
- ILLUMINUS「女王輪舞」（2021年1月27日 - 31日、六行会ホール） - アメリア 役
- ILLUMINUS「ゴシックは魔法乙女〜さっさと契約しなさい -5悪魔襲来-」（2021年3月3日 - 7日、六行会ホール）  - 真少年 役
- ILLUMINUS「風が強く吹いている」（2021年6月17日 - 20日、六行会ホール） - ヒロイン 勝田葉菜子 役
- VACAR ENTERTAINMENT「永遠にムーン」（2021年9月21日 - 26日、日暮里d-倉庫） - 主演 奥菜うさぎ 役
- ILLUMINUS「女王演義」（2021年10月23日 - 31日、六行会ホール）  - 黒太后 役
- ILLUMINUS「水月鏡花 -竜馬夢双-」（2021年12月8日 - 12日、六行会ホール） - さなこ 役

2022年
- ILLUMINUS「赤の女王」（2022年1月29日 - 2月6日、六行会ホール） - エリザベート 役
- De-LIGHT「コミック探偵」（2022年3月30日 - 4月3日、池袋・シアターグリーン BIG TREE THEATER） - 田ノ倉めぐる 役
- E-Stage Topia「ヨツバニオドレ」（2022年5月6日 - 9日、渋谷区文化総合センター大和田・伝承ホール） - 有村瑞希 役
- ILLUMINUS「純血の女王2022」（2022年5月28日 - 6月5日、六行会ホール） - ガラリン 役
- 「TOKYO COL-CUL COMEDY」（2022年7月22日 - 24日、渋谷・東京カルチャーカルチャー）
- カラスカ「ざつおん!」（2022年9月7日 - 11日、下落合・TACCS1179） - 神河つばさ 役
- ILLUMINUS「女王虐殺」（2022年10月26日 - 30日、六行会ホール） - エイト 役
- 劇団6番シード「火消しの辰と瓦版屋の娘」（2022年11月30日 - 12月4日、築地本願寺ブディストホール） - 佐々芽 役

2023年
- feather stage「ゼロヨンヨンの終電車2023」（2023年1月25日 - 29日、池袋・シアターKASSAI） - MISAKI 役
- フリスティエンターテインメント「ゴーストシスターズ!」（2023年2月8日 - 12日、池袋・シアターKASSAI） - 平坂那美 役
- 「TOKYO COL-CUL COMEDY～GREEN～」Aチーム（2023年2月22日 - 25日、渋谷・東京カルチャーカルチャー）
- ILLUMMINUS「女王幻想花劇」（2023年3月22日 - 26日、六行会ホール） - ヴァディム 役
- CONTE STAGE 朗読劇「コインランドリーカタルシス」（2023年3月31日 - 4月2日、赤坂・πTOKYO）
- feather stage「テンリロ☆インディアン」（2023年4月26日 - 30日、池袋・シアターKASSAI） - 橋本漣 役
- ILLUMINUS「イリス・ノワール-焔罪のミサ-」（2023年6月10日 - 18日、六行会ホール） - ヤマ 役
- ILLUMINUS「星よ女王に堕つ」（2023年9月30日 - 10月8日、六行会ホール） - フランソワーズ 役

2024年
- ミュージカル「悪ノ娘」（2024年3月13日 - 17日、渋谷・こくみん共済 coop ホール/スペース・ゼロ） - ミスカンパーニュ 役
- ILLUMINUS「イリス・ノワール-禁樹のミエリ-」（2024年4月3日 - 7日、六行会ホール） - ヤマ 役
- ぐりむの法則「再演・オウムノウシス」Bチーム（2024年5月9日 - 19日、赤坂RED/THEATER）
- イノセントギアカンパニー「贋作夜想曲」（2024年6月19日 - 23日、中野・ザ・ポケット） - クロッシュ 役
- カガミ想馬プロデュース「イリクラ2024〜Iridescent Clouds〜」（2024年7月18日 - 21日、六行会ホール） - 葉月 役
- Poppin' Shower「星空ハーモニー2024」♯チーム（2024年12月25日 - 29日、池袋・シアターグリーンBIG TREE THEATER） - 白鳥琴音 役

2025年
- UMIPROduce「くるわ、くるら」（2025年2月12日 - 16日、新宿・シアターモリエール） - 宵闇 役
- イリス・ノワール -魔鏡のクリス-（2025年4月2日 - 6日、六行会ホール） - ヤマ 役
- 劇団6番シード「メイツ!〜ブラウン管の向こうへ〜」（2025年7月30日 - 8月3日、池袋・シアターグリーン BIG TREE THEATER） - メイ 役

### 配信
- 朗読劇「星降る街」（2020年7月7日 - 13日、OPENREC.tv）[59]
- 朗読劇「NO TRAVEL, NO LIFE[60]」（2021年4月17日 - 18日、ZAIKO） - ウィンディ 役
- De-LIGHT「オサエロ」（2021年7月17日 - 19日、ZAIKO） - A班：小佐野 / B班：坂下昭代 役[61]